# Комунікат
Комунікат — учасник комунікативного процесу, особа, яка сприймає інформацію. Іноді комуніката ще називають комунікаційним реципієнтом (від лат. Recipiens — «отримувач»).

## Комунікат в процесі комунікації
Масова комунікація — це середовище, в якому працюють різні експерти. Комунікатор є одним із ключових компонентів системи сучасної масової комунікації. Комунікатор — ініціатор лінії зв'язку, тобто особа, яка здійснює передачі інформації або ж формує власне саме повідомлення. Комунікаційний процес відбувається у формі генерації висловлювань, інформації, творів і текстів, а також сприйняття і розуміння висловлювань, інформації, творів.
За формою спілкування комунікатори поділяються на комунікатів і комунікантів.
Комунікат — це людина, яка отримує передану інформацію.
Комунікант — людина, яка ініціює і передає інформацію.
Ефективність його мовлення більшою мірою залежить від особистості комунікатора, оскільки сприйняття будь-якої інформації регулюється в першу чергу через сприйняття особистості самого комунікатора.
Вимоги до особи комунікатора:
- відсутність страху аудиторії та публічного виступу;
- професійне володіння предметом розмови;
- зовнішній вигляд оратора;
- володіння технікою комунікації.

Місія комунікатора — встановити та підтримувати контакт з аудиторією та створити позитивний імідж. Тому функція комунікатора полягає у встановленні та підтримці контакту з комунікатом.
Встановлення контакту зі співрозмовником означає переконання, що співрозмовник відповідає на згоду встановити контакт. Надання відповіді комунікатора означає застосування ним певної системи комунікативних прийомів, методів і навиків, а також певної інформації, емоційного вираження, організації емоційного та комунікаційного процесу. Угода між комунікаторами може бути результатом повного або часткового розуміння. Саме ступінь розуміння визначає ефективність процесу спілкування.

## Соціально-психологічні фактори комуніката
До цих факторів слід віднести:
- соціальний статус комуніката
- рівень його професіоналізму
- рівень загальної й когнітивної культури
- рівень інтелектуального розвитку
- психофізіолгічний стан під час спілкування
- емоційно-вольові якості
- особливості поведінки.

Неосвічений комунікат може не правильно зрозуміти, співрозмовника якщо той не враховує рівень його розвитку. Професійні оратори знають, що необізнаність комуніката дозволяє легше втрутитись в його масу. Ефективність впливу комунікатора на маси завжди залежить від того, чи готові члени мас пропонувати комунікатору, заражати, наслідувати й довіряти. Крім того, подавати можна лише ті речі, які задовольняють потреби та інтереси їх спілкування.

## Фактори поведінки комуніката
Громадська свідомість більш сприйнятлива до впливу, ніж окремі особи, тому легше контролювати суспільну поведінку, ніж поведінку конкретних людей, тому що вона обережніша і більш сприйнятлива до впливу. Якщо ж говорити про окрему людину, то вона самостійно аналізує інформацію, необхідну для своїх дій і рішень. Поведінка мас менш раціональна, емоційно ефективніша, а отже, більш сприйнятлива до впливу. Поведінка кожного члена маси залежить не від його власної волі, а від думок, що існують у масах.
Масова поведінка буває двох типів:
- Звична, нормативна, передбачувана;
- Незвична, ненормативна, стихійна.

Нормативна поведінка — це поведінка мас, яка не виходить за рамки уявлень про людську поведінку, прийняту в певному соціумі.
Ненормативна поведінка — це відхилення від суспільно визнаних правил поведінки.